# Rada terytorialna Saint-Pierre i Miquelon

## Lista prezydentów Rady Generalnej Saint-Pierre i Miquelon
| #   | Imię i Nazwisko                    | Objął urząd         | Zdał urząd          |
| --- | ---------------------------------- | ------------------- | ------------------- |
| 1   | Henri Dagort (1880–1959)           | styczeń 1947        | luty 1952           |
| 2   | Albert Briand (1909–1966)          | luty 1952           | listopad 1956       |
| 3   | Henri Claireaux (1911–2001)        | listopad 1956       | listopad 1964       |
| (2) | Albert Briand (1909–1966)          | listopad 1964       | październik 1966    |
| 4   | Paul Lebailly (?–1968)             | październik 1966    | czerwiec 1968       |
| 5   | Albert Pen (1931–2003)             | czerwiec 1968       | 4 października 1984 |
| 6   | Marc Plantegenest (1943–)          | 4 października 1984 | 1 kwietnia 1994     |
| 7   | Gérard Grignon (1943–)             | 1 kwietnia 1994     | 6 lipca 1996        |
| 8   | Bernard Le Soavec (1948–)          | 6 lipca 1996        | 31 marca 2000       |
| (6) | Marc Plantegenest (1943–)          | 31 marca 2000       | 27 grudnia 2005     |
| -   | Paul Jaccachury (1956–) tymczasowo | 27 grudnia 2005     | 27 stycznia 2006    |
| 9   | Charles Dodeman (1949–)            | 27 stycznia 2006    | 31 marca 2006       |
| 10  | Stéphane Artano (1973–)            | 31 marca 2006       | 21 lutego 2007      |

## Lista prezydentów Rady Terytorialnej Saint-Pierre i Miquelon
| # | Imię i Nazwisko         | Objął urząd    | Zdał urząd |
| - | ----------------------- | -------------- | ---------- |
| 1 | Stéphane Artano (1973–) | 21 lutego 2007 | nadal      |